# Torbes (Erau)
Torbes (en francès Tourbes) és un municipi occità del Llenguadoc, situat al departament de l'Erau, a la regió d'Occitània.